# 체코 U-21 축구 국가대표팀
체코 U-21 축구 국가대표팀(체코어: Česká fotbalová reprezentace do 21 letd)은 체코를 대표하는 20세 이하의 축구 국가대표팀으로, 체코의 축구 관리 기관인 체코 축구 협회의 관리를 받는다.

## 역대 감독
| 감독          | 임기   |
| ------------- | ------ |
| 얀 수호파레크 | 2021 ~ |